# Avitus z Micy
Svatý Avitus z Micy nebo také Adjutus, Avit nebo Avy byl benediktin a opat opatství Saint-Mesmin de Micy, blízko Orléans.
V letech 523/524 napomínal orleánského krále Chlodomera, který se svými bratry inicioval invazi do Burgundsku. Král nedbal na Avitovo napomenutí. Ve válce zavraždil svatého Zikmunda, burgundského krále, ale sám také padl v boji. Avitus poté na přání Chlodomerova bratra Childeberta I. založil klášter a kostel. Ke konci života žil v ústraní jako poustevník.
Jeho svátek se slaví 19. prosince.